# Pângărați
Pângărați es una comuna ubicada en el distrito de Neamț, Rumania.

## Superficie
Posee una superficie de 121,9 kilómetros cuadrados.

## Demografía
Hasta 2021 la población era de 4396 habitantes, con una densidad de población de 36,06 habitantes por kilómetro cuadrado.